# Placówka Straży Granicznej I linii „Orzegów”
Placówka Straży Granicznej I linii „Orzegów” – jednostka organizacyjna Straży Granicznej pełniąca służbę ochronną na granicy polsko-niemieckiej w okresie międzywojennym.

## Geneza
Na wniosek Ministerstwa Skarbu, uchwałą z 10 marca 1920 roku, powołano do życia Straż Celną. Od połowy 1921 roku jednostki Straży Celnej rozpoczęły przejmowanie odcinków granicy od pododdziałów Batalionów Celnych. Proces tworzenia Straży Celnej trwał do końca 1922 roku. Placówka Straży Celnej „Orzegów” weszła w podporządkowanie komisariatu Straży Celnej „Orzegów” z Inspektoratu SC „Tarnowskie Góry”.

## Formowanie i zmiany organizacyjne
Rozporządzeniem Prezydenta Rzeczypospolitej Polskiej Ignacego Mościckiego z 22 marca 1928 roku, do ochrony północnej, zachodniej i południowej granicy państwa, a w szczególności do ich ochrony celnej, powoływano z dniem 2 kwietnia 1928 roku  Straż Graniczną.
Rozkazem nr 4 z 30 kwietnia 1928 roku w sprawie organizacji Śląskiego Inspektoratu Okręgowego dowódca Straży Granicznej gen. bryg. Stefan Pasławski określił strukturę organizacyjną komisariatu SG „Lipiny”. Placówka Straży Granicznej I linii „Orzegów” znalazła się w jego strukturze.

## Służba graniczna
Sąsiednie placówki:
- placówka Straży Granicznej I linii „Łagiewniki” ⇔ placówka Straży Granicznej I linii „Ruda” (komisariat SG „Lipiny”) − 1928[6]

## Kierownicy/dowódcy placówki
| stopień          | imię i nazwisko       | okres pełnienia służby    | kolejne stanowisko                  |
| ---------------- | --------------------- | ------------------------- | ----------------------------------- |
| przodownik       | Jan Dąbrowski         | 1928 –                    |                                     |
| przodownik       | Jan Pilarek           | 31 I 1929 –               |                                     |
| starszy strażnik | Józef Dombek          | 9 III 1933 – 22 XII 1934  | kierownik placówki „Rudzka Kuźnica” |
| przodownik       | Wojciech Zebraczewski | 22 XII 1934 – był IV 1935 |                                     |